# Adela Hernández
Adela Hernández (Cuba, 1962) es una política cubana, elegida delegada de las Asambleas Municipales del Poder Popular por la ciudad de Caibarién en 2012, convirtiéndose en la primera transexual que ha sido elegida para un puesto público en Cuba.
Nacida con el nombre de José Agustín Hernández, desde joven se identificó como mujer, lo que le valió el rechazo de su familia. Fue su padre quien en los años 80 la denunció ante la justicia por "peligrosidad". Fue hallada culpable y sentenciada a cuatro años de privación de la libertad, cumpliendo su pena en la prisión provincial de Santa Clara. Sin embargo, sólo cumplió la mitad de la condena ya que fue beneficiada por su buena conducta. Durante décadas trabajó como conserje de un hospital, luego como enfermera y más recientemente como técnico de electrocardiograma. En la década de 1990 también trabajó como transformista.
En las elecciones municipales de 2012 se presentó como candidata a concejal por su ciudad natal, imponiéndose en segunda vuelta frente a su rival por 280 a 170 votos. Asumió su cargo a comienzos de 2013. Según sus propias palabras, sus oponentes "eran funcionarios de esa Asamblea, y yo soy de la calle, un homosexual abierto que siente como mujer desde que nació y se inyecta hormonas femeninas hace tres años."